# Ульяновка (Херсонський район)
Улья́новка — село в Україні, у Дар'ївській сільській громаді Херсонського району Херсонської області. Населення становить 551 особа.

## Населення
Згідно з переписом УРСР 1989 року чисельність наявного населення села становила 484 особи, з яких 220 чоловіків та 264 жінки.
За переписом населення України 2001 року в селі мешкала 551 особа.

### Мовний склад
Рідна мова населення за даними перепису 2001 року:
| Мова       | Чисельність, осіб | Доля     |
| ---------- | ----------------- | -------- |
| Українська | 498               | 90,38 %  |
| Російська  | 41                | 7,44 %   |
| Білоруська | 7                 | 1,27 %   |
| Інше       | 5                 | 0,91 %   |
| Разом      | 551               | 100,00 % |

## Історія
22 червня 2023 року рішенням Національної комісії зі стандартів державної мови віднесено до списку населених пунктів, які «можуть не відповідати лексичним нормам української мови», зокрема стосуватися «російської імперської чи колоніальної політики». Громаді рекомендовано  запропонувати нову назву в установленому законодавством порядку.